# Eilema degenerella
Eilema degenerella là một loài bướm đêm thuộc phân họ Arctiinae, họ Erebidae.